# Lützen
Lützen is een gemeente in de Duitse deelstaat Saksen-Anhalt, gelegen in de Landkreis Burgenlandkreis. De plaats telt 8.458 inwoners.
Hier vonden de Slag bij Lützen (1632) en de Slag bij Lützen (1813) plaats. 

## Indeling gemeente
De volgende Ortsteile maken deel uit van de gemeente:
- Bothfeld
- Dehlitz (Saale) met Lösau en Oeglitzsch
- Göthewitz
- Großgöhren
- Großgörschen
- Kaja
- Kleingöhren
- Kleingörschen
- Kölzen
- Kreischau
- Lützen
- Meuchen
- Michlitz
- Muschwitz
- Pobles
- Poserna
- Pörsten
- Rahna
- Rippach
- Röcken
- Schweßwitz
- Söhesten
- Sössen met Gostau en Stößwitz
- Starsiedel
- Tornau
- Wuschlaub
- Zorbau met Gerstewitz, Nellschütz en Zörbitz

An der Poststraße · 
Bad Bibra · 
Balgstädt · 
Droyßig · 
Eckartsberga · 
Elsteraue · 
Finne · 
Finneland · 
Freyburg · 
Gleina · 
Goseck · 
Gutenborn · 
Hohenmölsen · 
Kaiserpfalz · 
Karsdorf · 
Kretzschau · 
Lanitz-Hassel-Tal · 
Laucha an der Unstrut · 
Lützen · 
Meineweh · 
Mertendorf · 
Molauer Land · 
Naumburg · 
Nebra · 
Osterfeld · 
Schnaudertal · 
Schönburg · 
Stößen · 
Teuchern · 
Weißenfels · 
Wethau · 
Wetterzeube · 
Zeitz